# Fonejacker
Fonejacker (произнася се „фоунджакър“, букв. от английски „похитител на телефонни разговори“) е популярно във Великобритания телевизионно предаване, излъчвано по дигиталният канал Е4.

## Сюжет
В предаването единственият главен герой – маскиран мъж, наричан просто Fonejacker (Каян Новак) се обажда на случайни хора и под различни наименования се шегува с определена цел. Към записите на разговорите са прибавени анимации, състоящи се от снимки на хора, чийто усти се движат. В други епизоди са заснети обаждания на „похитителя“ от улични телефони към намиращи се наблизо магазини, ателиета и т.н.
Всеки епизод започва с дефиниция на думата Fonejack – „to seize control of a telephone conversation by farce esp. to divert it from reason and logic“ („установяване на контрол над телефонен разговор чрез фарс, и особено отклоняването му от умисъл и логика“).

## Излъчване
Пилотният епизод на Fonejacker е излъчен като част от предаването Comedy Lab през 2006 година. Интересът след първата серия нараства бързо и още шест епизода са излъчени през октомври същата година. Пълният първи сезон на предаването е трябвало да стартира през април 2007, но излъчването му е отлагано неколкократно. В крайна сметка първият сезон започва на 5 юли 2007 година и приключва на 9 август. Не се знае дали ще има нови серии. Предаването се излъчва от 10:30 минути вечерта.

## Герои
Част от героите в предаването:
- Джордж Агдгдгуенго е измамник от измислената африканска република Агдгдгуенго. Представяйки се като служител от различни несъществуващи фирми (като Eastern Union, Money Removal Plc, Bank festive Redistribution Plc), той изисква детайли за банковата сметка на този, с когото разговаря. Най-често това става под предлог, че „късметлията“ е спечелил малка сума пари, която трябва да бъде внесена директно в сметката му. Други по-абсурдни обяснения са, че в един от трезорите е проникнал гълъб, заразен с птичи грип, или че започва украсяването им по случай Коледа. Опитите на Джордж почти винаги неуспешни.
- Г-н Дувде изкупува различни видове електронна техника. Той не разбира съкращенията и ги изговаря като цели думи, например – Дувд/Дувде (DVD), Хумв (HMV), Пъсп/Пуспе (PSP), Въхс (VHS), Люкде тив (LCD TV), Дъс (DS), Джувке (JVC), Вусере (VCR) и Пус 3 (PS3). Понякога той се обажда на телефонни услуги и пита за номерата на магазини и компании като „Дъхъл“ (DHL), „Дувля“ (DVLA), „Пъък уърлд“ (PC World) и „Дъфс“ (DFS).
- Г-н Броудбангингс е индиец, работещ за индийска телекомуникационна компания, предлагаща 42 „мегабайтинга“ скоростна интернет-връзка, както и „по-добри връзки от сегашните ви връзки“.
- Бандитът Дейв е банков обирджия, чиито планове често отиват в съвсем погрешна посока – например той се опитва да избяга от банката, която е ограбил, с такси, или се нуждае от ключар да отвори нечий сейф.
- Тери Тибс е продавач на коли, предлагащ хаотични оферти по телефона. Той се обажда на предполагаемия клиент и му предлага сделка, след което казва „говори“. Естествено Тибс никога не стига до споразумение.
- Мишката е говорещ гризач, нуждаещ се от помощта на ветеринар по най-различни въпроси (че е отровен, след като е ял сирене с нещо зелено отгоре или търси начин да се отърве от котката, изяла роднините му).